# Live in Tokyo 1988
Live in Tokyo 1988 es el un álbum en vivo de la banda de heavy metal estadounidense Impellitteri.

## Lista de canciones
1. Intro - 01:01
2. Stand in Line - 4:35
3. Tonight I Fly - 4:32
4. Leviathan - 4:15
5. All Night Long - 4:14
6. Secret Lover - 4:14
7. Over the Rainbow - 2:35
8. Graham Speaks - 0:42
9. Goodnight & Goodbye - 3:19
10. Since You've Been Gone - 4:26
11. Outro - 0:50